# Машенька (роман)
«Машенька» — первый роман В. В. Набокова. Написан в берлинский период его жизни, в 1926 году на русском языке.
Книга затрагивает темы, в большей степени развитые в «Даре»: русская эмигрантская среда в Берлине. Кроме того, Машенька и её муж фигурируют позже в романе Набокова «Защита Лужина» (глава 13).

## Сюжет
Лев Глебович Ганин, главный герой романа, живёт в одном из берлинских пансионов для русских эмигрантов вместе с шестью соседями. Один из них, Алфёров, воодушевленно ждет приезда жены из Советской России в конце недели. Он показывает Ганину её фотографию, в которой тот узнает свою прежнюю любовь — Машеньку. Ганин тут же разрывает связь со своей подругой Людмилой, к которой он давно охладел, и сообщает хозяйке пансиона, что в субботу он уезжает.

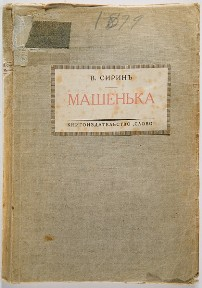
Первое издание романа "машенька" в твёрдом переплёте.

До субботы Ганин живёт в воспоминаниях о Машеньке и о своей юности. Любовь между молодыми людьми вспыхнула за городом, когда Ганину было шестнадцать лет (1915 год, примерно за десять лет до основного повествования). После этого он несколько раз видел Машеньку и переписывался с ней, но ничего не знал о ней после 1919 года, когда сам был вынужден эмигрировать из охваченного Гражданской войной Крыма.
Накануне приезда Машеньки в Берлин Ганин решает встретить её на вокзале и увезти. Он подпаивает Алфёрова и переводит стрелки его будильника на позднее время. С чемоданами он на рассвете выходит на вокзал. Однако в последний момент Ганин осознаёт свое бессилие воскресить прежнюю любовь. Поезд Машеньки приходит, но Ганин отправляется на другой вокзал, чтобы уехать во Францию. Сама Машенька появляется в книге только в воспоминаниях Ганина.

## Экранизация
- «Машенька», 1987, Великобритания, режиссёр Джон Гольдшмидт, главных ролях: Ирина Брук — Машенька, Кэри Элвес — Ганин.
- «Машенька», 1991, СССР, режиссёр Тамара Павлюченко, в главных ролях: Анастасия Заворотнюк — Машенька, Антон Яковлев — Ганин.